# Олійник Петро (посол)
Петро Олійник — український господар, власник ґрунту (земельної ділянки) з села Бліх (нині в Зборівському районі Тернопільської області, Україна), громадсько-політичний діяч. Посол Галицького сейму 4-го скликання: обраний від IV курії округу Залізці — Зборів; входив до складу «Руського клубу»).